# 楽しき狩こそ我が悦び
『楽しき狩こそわが悦び』（たのしきかりこそわがよろこび、Was mir behagt, ist nur muntre Jagd!）BWV 208は、ヨハン・ゼバスティアン・バッハが作曲した世俗カンタータの一つ。通称『狩のカンタータ』（Jagdkantate）。現存するバッハの世俗カンタータの中では最も古く、1713年2月27日のヴァイセンフェルス公クリスティアン（1682年 - 1736年）の誕生日を祝う作品である。全15曲からなり、第9曲のアリア冒頭はNHK-FM放送の長寿番組『あさのバロック』のオープニング曲に編曲されて日本では特に有名である。

## 概要
自筆の初演総譜で伝承されている。小林義武は、従来の定説であった1713年より1年早い1712年に初演したとする新説を提示している。
バッハが仕えていたヴァイマル公ヴィルヘルム・エルンストは、親友であるクリスティアンの誕生日に際し、直属の詩人・楽師による祝典曲を贈ろうと計画していたようである。作詞を詩人ザロモン・フランク、作曲をバッハに命じてクリスティアンに贈呈したと考えられている。当時ヴァイセンフェルスにはヨハン・フィリップ・クリーガーが率いるハイレベルの宮廷楽団があり、バッハやフランクの独力では入り込む余地がない。そこでヴァイマル公の関与があったと推定される。
クリスティアンの趣味が狩猟であったことから、フランクは題材をローマ神話の狩の女神ディアナ（ソプラノ）を中心に、その恋人エンデュミオン（テノール）を司会とし、牧神パン（バス）、野の女神パラス（ソプラノ）によって領地の豊かさと絡めてクリスティアンを讃美するストーリーに仕上げた。バッハはこの台本に、野趣溢れるホルンや牧歌的なリコーダーに彩られた音楽を加えた。さらにオペラを得意としたヴァイセンフェルス宮廷楽団を意識して、オペラの要素を取り入れている。
1716年4月19日、ヴァイマル公エルンスト・アウグストの誕生日に再演され、1742年8月3日にはザクセン選帝侯フリードリヒ・アウグスト1世の命名日のために改作したBWV 208a（音楽散逸）を演奏している。また3曲を2つの教会カンタータに転用している。
またこの曲には付随音楽が存在するのが特徴である。初演の際に導入曲として『ブランデンブルク協奏曲第1番』の初稿（BWV 1046a、かつてBWV 1071とナンバリングされた）が演奏されたと推定されている。また自筆総譜の末尾には、第13曲の通奏低音を主題とした『ヴァイオリン、オーボエ、通奏低音のためのトリオ楽章 ヘ長調』（BWV 1040）が加筆されている。筆跡に時間的な差異がないことから、BWV1040も同時に作曲したものと考えられており、バッハ作品主題目録番号ではまったく違うジャンルに置かれているものの、「新バッハ全集」では『狩のカンタータ』と同じ巻に収録されている。
なお、このカンタータを献呈されたクリスティアンは終生バッハを高く評価していたといわれる。バッハがライプツィヒに転任して2年後の1725年2月23日、バッハは『復活祭オラトリオ』（BWV 249）の原曲『逃れよ、消えよ、退き失せよ、もろもろの憂いよ』（Entfliehet, verschwindet, entweichet, ihr Sorgen; BWV 249a）をクリスティアンに献呈している。この曲も『羊飼いカンタータ』の通称を持つ牧歌的な作品だが、音楽は散逸しており、『復活祭オラトリオ』からの復元で偲ぶしかない。

## 楽曲構成

### 第1曲 レチタティーヴォ「楽しき狩こそわが悦び」（Was mir behagt, ist nur muntre Jagd!）
ディアナ・通奏低音
ディアナによる前口上。簡潔なレチタティーヴォで狩の愉しみを述べ、最終行は活発な伴奏と高音のメリスマで射止めた獲物の歓喜を歌う。

### 第2曲 アリア「狩は神々の愉しみ」（Jagen ist die Lust der Goetter）
ディアナ・ホルン2・通奏低音、ヘ長調、6/8拍子
勇壮なホルンをイントロとし、高音メリスマと上昇音で狩を讃え、英雄のたしなみと述べる。ニンフを追い立てて狩を続けるさまは前半部と同じ曲調で流し、ダ・カーポで狩への讃美を繰り返す。

### 第3曲 レチタティーヴォ「何ゆえに、美しき女神よ」（Wie? Schoenste Goettin?）
エンデュミオン・通奏低音
一方、狩に夢中のディアナに置き去りにされたエンデュミオンは嘆く。愛を交わしたころの回想は簡潔なセッコで述べていくが、自分を見捨てて楽しんでいる狩を述べる場面では、激しい伴奏に合わせて嫉妬むき出しのアリオーソに転じる。

### 第4曲 アリア「汝もはや楽しまざるか」（Willst du dich nicht mehr ergoetzen）
エンデュミオン・通奏低音　ニ短調、4/4拍子
伴奏は活発なオスティナート。かかった者を盲目的な愛に駆り立てるアモールの網を喩えにし、再びディアナを振り向かせようと歌い上げる。アモールの網のくだりは、ダ・カーポだけに留まらず、間奏をはさんで3度にわたって執拗に反復される。

### 第5曲 レチタティーヴォ「われいまだ汝を愛せども」（Ich liebe dich zwar noch!）
ディアナ・エンデュミオン・通奏低音
長い前振りをへて、ようやくここで種明かしとなる。クリスティアンの誕生日を祝うためであるとディアナが告白し、安心したエンデュミオンが同意する。2人そろって希望と歓喜を共有するくだりは、互いに揃ってメリスマを展開するアリオーソとなる。

### 第6曲 レチタティーヴォ「われただ一人の神なれど」（Ich, der ich sonst ein Gott）
パン・通奏低音
ここで牧神パンが登場する。羊を統率する役目をクリスティアンに委ねる決意を表す。領民を統べるクリスティアンの姿をパンに投影した口上である。簡潔なセッコでそのまま讃美のアリアへ続く。

### 第7曲 アリア「公こそかの地のパンなり」（Ein Fuerst ist seinen Landes Pan）
パン・オーボエ2・オーボエ・ダ・カッチャ・通奏低音、ハ長調、4/4拍子
付点リズムのオーボエをまとい、クリスティアンこそ領民を統べるパンであることを讃え、一方で領主なき領民の悲惨さを対比させる。この曲は1725年の聖霊降臨祭で初演したカンタータ第68番『げに神はかくも世を愛し』（Also hat Gott die Welt geliebt）の第4曲に転用された。転用先では、イエスを信じ、世の破滅やサタンの暴虐に耐えて崇めまつる信仰宣言を歌っている。

### 第8曲 レチタティーヴォ「ならばこのパラスの捧げ物が」（Soll denn der Pales Opfer）
パラス・通奏低音
最後にパラスが登場。領民のみならず領土をもクリスティアンへの歓喜に満ち溢れさせる決意を述べる。

### 第9曲 アリア「羊は憩いて草を食み」（Schafe Können sicher weiden）
パラス・リコーダー2・通奏低音
冒頭で述べたとおり、「あさのバロック」のテーマで知られる。リコーダーは揃って牧歌的なテーマを要所で挿入し、ソプラノが伸びやかに草を食む羊（＝領民）と、その安寧を保障するクリスティアンの穏やかな治世を讃える。

### 第10曲 レチタティーヴォ「さらば共に歌わん」（So stimmt mit ein）
ディアナ・通奏低音
人々を誘い、讃歌を捧げるよう簡潔に促す。

### 第11曲 合唱「栄えよ、地上の太陽よ」（Lebe,　Sonne dieser Erden）
合唱・全楽器
地上の太陽クリスティアンを讃える人々の合唱が順列フーガで続く。フーガ主題は間奏の楽器にも継承される。月の女神たるディアナが見守る夜の安息と、森の芽吹きを歌う場面では、合唱が揃ってホモフォニーになるが、終結は再び順列フーガに戻る。さらに楽器の長大な後奏までテーマが継承される。

### 第12曲 二重唱「われらを恍惚たらしめたまえ」（Entzuecket uns beide）
ディアナ・エンデュミオン・ヴァイオリン・通奏低音、ヘ長調、3/4拍子
ヴァイオリン独唱がリトルネロを造り、2人揃っての讃歌に入る。いっさい掛け合いがなく、両者の息を合わせた唱和でクリスティアンに対する希望を述べて歌う。

### 第13曲 アリア「豊かなる毛並みの羊が」（Weil die wollenreichen Herden）
パラス・通奏低音、ヘ長調、4/4拍子
活発な通奏低音に乗って、楽しげな羊にたとえた領民の姿を透かしてクリスティアンを讃える。先述の通り、カンタータの末尾にBWV1040のオーボエ・ヴァイオリン・通奏低音によるトリオへのアレンジが加筆されており、パラスの歌が終わった時点でそのままBWV1040を続けて演奏する例が多々ある。この曲も第7曲と同様にカンタータ68番に転用されており、68番では2曲目に置かれたうえ、正式にBWV1040を続行させた形で写されている。

### 第14曲 アリア「野よ畑よ」（Ihr Felder und Auen）
パン・通奏低音、ヘ長調、3/8拍子
領地の自然に向けて讃美を促すジグ。核心部であるクリスティアンの安寧を願うくだりは3回にわたって反復され、ダ・カーポで冒頭部に戻る。

### 第15曲 合唱「愛しき眼差しよ」（Ihr lieblichste Blicke）
合唱・全楽器、ヘ長調、3/8拍子
1729年の大天使ミカエルの祝日で初演したカンタータ149番「喜びと勝利の歌声は」（Man singet mit Freuden vom Sieg）の冒頭合唱に転用された。トランペットを擁する華麗な転用先とは趣が異なり、ホルンで色付けした穏やかな讃歌である。全体的にホモフォニーで構成され、クリスティアンの栄光の永続を願う。